# Cocorăștii Caplii, Prahova
Cocorăștii Caplii (mai vechi, Cocorăștii Caplei) este un sat în comuna Măgureni din județul Prahova, Muntenia, România.
Așezarea este atestată documentar din anul 1377.